# Тело (биология)
Те́ло (лат. Corpus) — физическая оболочка живого существа, зачастую противопоставляющаяся его нематериальным атрибутам, таким, как душа или (само-)сознание. Клеточный материал, как правило, не рассматривается как тело.
Наука, изучающая строение биологических тел, называется анатомия, а изучающая его функционирование, к примеру, обмен веществ, — физиология. 
Мёртвое тело называют трупом или просто «телом».